# 戦線 (政党)

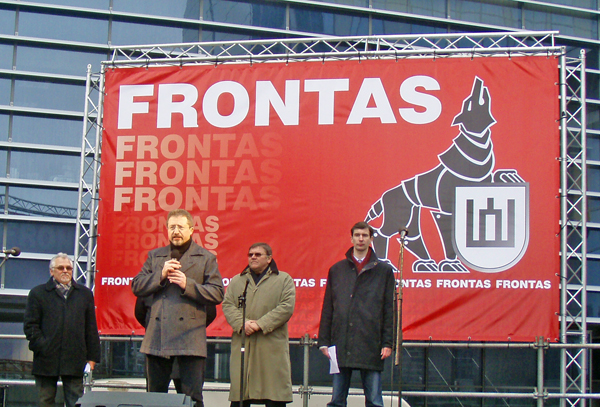
戦線の幹部ら

戦線（リトアニア語: Frontas）は、2008年にリトアニア社会民主党から分離したメンバーによって設立されたリトアニアの政党。党首はアルギルダス・パレツキス。民主社会主義を標榜している。テーマカラーは赤。
2008年リトアニア議会選挙では、得票率3.2%とふるわず、議席を獲得することはできなかった。
2009年の1月から2月にリトアニア内で起きた暴動・デモに、参加・組織していることを公言している。
2009年12月19日、戦線はリトアニア社会党と合併、新たに社会主義人民戦線を結党した。